# Ягудин, Алексей Константинович
Алексе́й Константи́нович Ягу́дин (род. 18 марта 1980, Ленинград) — российский фигурист, заслуженный мастер спорта России. Олимпийский чемпион 2002 года, четырёхкратный чемпион мира (1998, 1999, 2000 и 2002 годы), трёхкратный чемпион Европы (1998, 1999, 2002 годы), двукратный победитель финалов Гран-при по фигурному катанию, двукратный чемпион мира среди профессионалов и чемпион мира среди юниоров. Является двукратным победителем турнира шоу-программ «Русский вызов» (2023, 2024). Введён в Зал славы мирового фигурного катания.

## Биография
Родился 18 марта 1980 года в Ленинграде. Начало занятий фигурным катанием — осень 1984 года. До 12 лет тренировался под руководством Александра Майорова — ученика Алексея Николаевича Мишина. С 1992 года — непосредственно в группе Мишина во Дворце спорта «Юбилейный». В 13 лет занял четвёртое место на своём первом чемпионате мира среди юниоров, а в 1996 году выиграл этот чемпионат.
Под руководством Мишина Ягудин завоевал бронзу чемпионата мира 1997 года, выиграл чемпионат Европы 1998 года, показал пятый результат на Олимпийских играх в Нагано и стал чемпионом мира (1998). Выиграл медали других менее крупных турниров — Кубок Финляндии, Skate Israel, Кубок России и др., открыл счёт наградам, завоёванным на соревнованиях «Чемпионской серии». На турнире Trophee Lalique впервые в карьере выполнил прыжок ультра-си — тулуп в четыре оборота.
В 1997 году окончил школу с серебряной медалью и поступил в Санкт-Петербургскую государственную академию физической культуры имени П. Ф. Лесгафта (ныне Национальный государственный университет физической культуры, спорта и здоровья имени П. Ф. Лесгафта).
В 1998 году ушёл от своего наставника А. Н. Мишина к Татьяне Анатольевне Тарасовой и стал тренироваться в США.
В сезоне 1998—1999 годов Ягудин выиграл одиннадцать турниров из тринадцати, в их числе победы на Skate America, Sparkassen Cup (Кубок Наций в Германии), Trophee Lalique. Победил на чемпионате мира среди профессионалов, куда впервые были допущены любители Курта Браунинга — безоговорочного фаворита этого турнира с 1994 года. Победил на чемпионате Европы (1999), в финале Гран-при (1999) и на чемпионате мира (1999).
В сезоне 1999/2000 к работе с Ягудиным подключился Леонид Райцин — специалист по скоростно-силовой, функциональной технической и психоэнергетической подготовке спортсменов. Хореографа Владимира Ульянова сменил Николай Морозов.
Осенью 1999 года Ягудин выиграл все турниры серии Гран-при, на которые был заявлен: Skate America, Skate Canada, Trophee Lalique, но в финале Гран-при участия не принимал. На чемпионате Европы — 2000 Ягудин, выступая в гипсе, выиграл короткую программу. Однако произвольную откатал хуже и получил серебряную медаль. Стал первым в истории России фигуристом-одиночником — трёхкратным чемпионом мира, сумевшим завоевать этот титул три раза подряд.
В сезоне 2000/2001 появилась произвольная программа Ягудина «Гладиатор», поставленная на музыку к одноимённому кинофильму.
Выиграв два этапа серии Гран-при, Открытые чемпионаты Канады и Японии, Ягудин проиграл все крупные старты 2001 года.
Чемпионат мира — 2001 в Ванкувере начался для получившего травму Ягудина срывом квалификации. После неё он был лишь пятым. Врачи предписывали спортсмену сняться с турнира, но он вышел на лёд и откатал короткую программу. Ягудин стал вторым, единственный раз в карьере уступив мировой чемпионат Евгению Плющенко.
После завершения сезона Ягудин принял приглашение принять участие в канадском шоу Stars on Ice.
На играх Доброй воли[уточнить] Ягудин получил «бронзу». С октября 2001 года работал со спортивным психологом Р. М. Загайновым. Выиграл полупрофессиональный турнир «Мастера фигурного катания», турнир Skate Canada, завоевал свой пятый в карьере «Trophee Lalique». Выиграл так называемый «Большой шлем» фигурного катания — четыре самых крупных старта в сезоне: финал Гран-при, чемпионат Европы, Олимпийские игры и чемпионат мира.
Одержал победу на Олимпийских играх в Солт-Лейк-Сити с короткой программой «Зима», поставленной Тарасовой и Морозовым на музыку группы «Bond». За исполнение произвольной программы «Человек в железной маске» Ягудину присудили победу все девять судей; он стал первым олимпийским чемпионом, выполнившим два прыжка в четыре оборота в программе, один из которых в каскаде, и первым победителем Олимпиады в разряде мужского одиночного катания, получившим от судей четыре оценки «6.0» за артистизм.
Четырежды вице-чемпион страны.
На чемпионате мира 2002 года Ягудин стал единственным в истории России четырёхкратным чемпионом мира. Установил новый рекорд: за короткую программу «Зима» получил шесть «шестёрок» от судей — одну за технику исполнения и пять за презентацию.
В сезоне 2002/03 Ягудин выиграл ряд полупрофессиональных турниров, турнир Top Jumps, стал двукратным чемпионом мира среди профессионалов (Halmark Skaters Championship). Из-за боли в бедре впервые в жизни снялся с соревнований: после исполнения короткой программы «Гонки» на Skate America в октябре 2002 года Ягудин занимал первое место, но за несколько минут до проката произвольной программы был вынужден отказаться от дальнейшей борьбы.
В ноябре 2003 года объявил о завершении спортивной карьеры.

## После окончания спортивной карьеры
В шоу «Stars on Ice» и на профессиональных турнирах Ягудин выступал через боль, принимая сильные обезболивающие. Дважды стал чемпионом мира среди профессионалов. Чемпион Открытого чемпионата Канады по фигурному катанию среди профессионалов и любителей в 2000 и 2002 году. Участвовал во множестве шоу и показательных выступлениях. В статусе профессионала соревновался по новой системе судейства ISU дважды на турнирах Japan Open Figure Skating Team Competition.
В 2007 году Ягудину была сделана операция по замене правого тазобедренного сустава. После этого он заявил, что хочет вернуться в любительский спорт. Однако в процессе подготовки к возвращению столкнулся с новыми травмами, на выступлении в Германии не смог закончить выступления и его унесли со льда.
Ещё до операции вернулся из США, где проживал последние семь лет, в Россию и поселился в родном Санкт-Петербурге.
Дважды выиграл турнир по шоу-программам «Русский вызов» — в 2023 и 2024 году.

### Карьера на телевидении
| Год  | Канал        | Программа                                 | Статус                                                        |
| ---- | ------------ | ----------------------------------------- | ------------------------------------------------------------- |
| 2006 | Первый канал | «Звёзды на льду»                          | Участник, в паре Оксаной Пушкиной                             |
| 2006 | Первый канал | «Кто хочет стать миллионером?»            | Участник                                                      |
| 2007 | Первый канал | «КВН»                                     | Судья                                                         |
| 2007 | Первый канал | «Ледниковый период»                       | Участник, в паре с Викторией Дайнеко                          |
| 2008 | Первый канал | «Ледниковый период»                       | Участник, в паре с Валерией Ланской                           |
| 2009 | Первый канал | «Ледниковый период»                       | Участник, в паре с Валерией Ланской                           |
| 2010 | Первый канал | «Лёд и пламень»                           | Участник, в паре с Марией Кожевниковой                        |
| 2011 | Первый канал | «Болеро»                                  | Участник, в паре с Марией Кожевниковой                        |
| 2012 | Первый канал | «Ледниковый период. Кубок профессионалов» | Ведущий, в паре с Ириной Слуцкой                              |
| 2013 | Первый канал | «Ледниковый период»                       | Ведущий, в паре с Ириной Слуцкой                              |
| 2014 | Первый канал | «Ледниковый период»                       | Ведущий, в паре с Ириной Слуцкой                              |
| 2016 | Первый канал | «Ледниковый период»                       | Ведущий, в паре с Аллой Михеевой                              |
| 2018 | Первый канал | «Ледниковый период. Дети»                 | Ведущий, в паре с Евгенией Медведевой                         |
| 2019 | Матч ТВ      | «Тает лёд с Алексеем Ягудиным»            | Ведущий                                                       |
| 2020 | Первый канал | «Ледниковый период»                       | Ведущий, в паре с Алиной Загитовой                            |
| 2020 | НТВ          | «Маска»                                   | Участник; образ «Мишка на севере»                             |
| 2021 | ТНТ          | «Звёзды в Африке»                         | Участник (покинул проект в 4 выпуске по собственному желанию) |
| 2021 | Первый канал | «Ледниковый период»                       | Ведущий, в паре с Алиной Загитовой                            |
| 2022 | Первый канал | «Ледниковый период»                       | Ведущий, в паре с Алиной Загитовой и Анной Щербаковой         |

На телевидении записал множество сюжетов для передачи Михаила Ширвиндта «Хочу знать». Стал финалистом в номинации «Интервьюер» премии ТЭФИ за программу «Тает лёд с Алексеем Ягудиным».
Постоянный комментатор фигурного катания на Первом канале.

### Карьера на ледовой сцене и в театре
В 2008 году Алексей сыграл Президента РФ в сатирическом спектакле «Каникулы президента», прошедшем на сцене театра Сатиры. Снялся в одной из главных ролей в телесериале о фигурном катании «Жаркий лёд», показанном на Первом канале в 2009 году.
В 2010 году сыграл одну из главных ролей в ледовом спектакле «Огни большого города» (постановщик И. Авербух). Играл на театральной сцене в антрепризном спектакле «Не верь глазам своим» (Луи Ламар).
В 2013 году Ягудин в паре с Мирославой Карпович принимал участие в театральной постановке «Истории похождений». Играл в антрепризном спектакле «Паника, или Мужчины на грани нервного срыва» по пьесе финского драматурга Мики Мюллюахо (Лео). Режиссёр В. Михельсон.
Исполнял главную роль в ледовом спектакле «Сердца Четырёх».

### Фильмография
- 2008—2009 — «Жаркий лёд» — Рома Козырев
- 2009 — «Сердце капитана Немова» — Петелин
- 2012 — «Деффчонки» — камео
- 2013 — «Маша и Медведь» — Илья
- 2021 — «Последний аксель» — Шигапов, хореограф
- 2023 — «Ледяное сердце Северины» — Всеволод Погодин, олимпийский чемпион.
- 2024 — «Роман Костомаров: Рождённый дважды»
- 2025 — «Роднина» — иностранный тренер по фигурному катанию

## Личная жизнь
Непродолжительное время встречался с Александрой Савельевой, солисткой группы «Фабрика».
20 ноября 2009 года у Ягудина и олимпийской чемпионки в парном катании Татьяны Тотьмяниной родилась дочь Елизавета, а 2 октября 2015 года родилась дочь Мишель.
С февраля 2016 года женат на Татьяне Тотьмяниной.
Как отмечают ЛГБТ-издания, Ягудин придерживается гомофобных и трансфобных взглядов. «Когда же вы сдохнете? Ошибка Земли!» — написал Ягудин в 2020 году в адрес американского фигуриста Адама Риппона, который пожертвовал тысячу долларов организации The Okra Project, поддерживающей чернокожих трансгендеров, небинарных и гендерно-вариантных людей.

## Происшествия
В 2003 году Ягудин был задержан полицией города Эйвон, штат Коннектикут за превышение скорости. После обследования выяснилось, что уровень алкоголя в его крови значительно превышает допустимую норму. По решению Высшего суда города Хартфорда ему пришлось пройти «специальную программу для впервые осуждённых за вождение в нетрезвом виде».
В июне 2008 года в Москве неизвестными был угнан автомобиль марки «Porsche Cayenne», принадлежащий Ягудину, в автомобиле также находилась золотая медаль, выигранная им на одном из чемпионатов мира.

## Награды
- Орден «За заслуги перед Отечеством» IV степени (5 мая 2003) — за большой вклад в развитие физической культуры и спорта, высокие спортивные достижения на Играх XIX Олимпиады 2002 года в Солт-Лейк-Сити[23].
- Лауреат Национальной спортивной премии «Слава», «Лучший спортсмен 2002 года».

## Спортивные достижения

### В статусе любителя
- Олимпийский чемпион 2002 года в одиночном катании.
- Четырёхкратный чемпион мира (1998, 1999, 2000, 2002).
- Двукратный чемпион мира среди профессионалов (1998, 2002).
- Трёхкратный чемпион Европы (1998, 1999, 2002).
- Четырёхкратный серебряный призёр Чемпионата России (1998, 1999, 2000, 2001).

| Соревнования/Сезон                        | 1993/94 | 1994/95 | 1995/96 | 1996/97 | 1997/98 | 1998/99 | 1999/2000 | 2000/01 | 2001/02 | 2002/03 |
| ----------------------------------------- | ------- | ------- | ------- | ------- | ------- | ------- | --------- | ------- | ------- | ------- |
| Зимние Олимпийские игры                   |         |         |         |         | 5       |         |           |         | 1       |         |
| Чемпионаты мира                           |         |         |         | 3       | 1       | 1       | 1         | 2       | 1       |         |
| Чемпионаты Европы                         |         |         | 6       | 5       | 1       | 1       | 2         | 2       | 1       |         |
| Чемпионаты мира среди юниоров             | 4       |         | 1       |         |         |         |           |         |         |         |
| Чемпионаты России                         | 5       | 5       | 4       | 3       | 2       | 2       | 2         | 2       |         |         |
| Финалы Гран-при                           |         |         |         |         | 4       | 1       |           | 2       | 1       |         |
| Skate America                             |         |         |         | 3       |         | 1       | 1         | 2       |         | WD      |
| Cup of Russia                             |         |         |         | 2       | 1       |         |           |         |         |         |
| Sparkassen Cup                            |         | 8       |         | 3       |         | 1       |           |         |         |         |
| Skate Canada                              |         |         |         |         |         |         | 1         | 1       | 1       |         |
| Trophee Lalique                           |         |         |         |         | 1       | 1       | 1         | 1       | 1       |         |
| Finlandia Trophy                          |         |         |         |         | 1       |         |           |         |         |         |
| Skate Israel                              |         |         |         |         | 1       |         |           |         |         |         |
| Blue Swords                               |         |         | 1       |         |         |         |           |         |         |         |
| Игры доброй воли                          |         | 8       |         |         |         |         |           |         | 3       |         |
| Чемпионат мира среди профессионалов       |         |         |         |         |         | 1       |           |         |         | 1       |
| Masters of Figure Skating                 |         |         |         |         |         |         | 2         | 2       | 1       |         |
| World Team Challenge                      |         |         |         |         |         | 1       |           |         |         |         |
| Challenge of Champions                    |         |         |         |         |         | 1       |           |         |         |         |
| Canadian Open                             |         |         |         |         |         |         |           | 1       |         | 1       |
| Japan Open                                |         |         |         |         |         | 2       | 1         | 1       |         |         |
| Grand Slam Super Teams of Skating         |         |         |         |         |         |         | 2         |         |         |         |
| Hershey’s Kisses Figure Skating Challenge |         |         |         |         |         | 1       |           | 1       |         |         |
| Keri Lotion Classic                       |         |         |         |         |         |         | 1         |         |         |         |
| Centennial on Ice                         |         |         | 2       |         |         |         |           |         |         |         |
| Top Jump                                  |         |         |         |         |         |         |           |         |         | 1       |

### В статусе профессионала
| Соревнования/Сезон                      | 2003/04 | 2004/05 | 2005/06 | 2006/07 | 2014/15 | 2023/24 | 2024/25 |
| --------------------------------------- | ------- | ------- | ------- | ------- | ------- | ------- | ------- |
| Japan Open                              |         |         | 3       | 2       |         |         |         |
| World Team Challenge                    | 3       | 1       | 2       |         |         |         |         |
| Ice Wars                                |         | 1       | 2       | 1       |         |         |         |
| Ледниковый период. Кубок профессионалов |         |         |         |         | 1/1     |         |         |
| Русский вызов                           |         |         |         |         |         | 1       | 1       |